# San Anton Palace

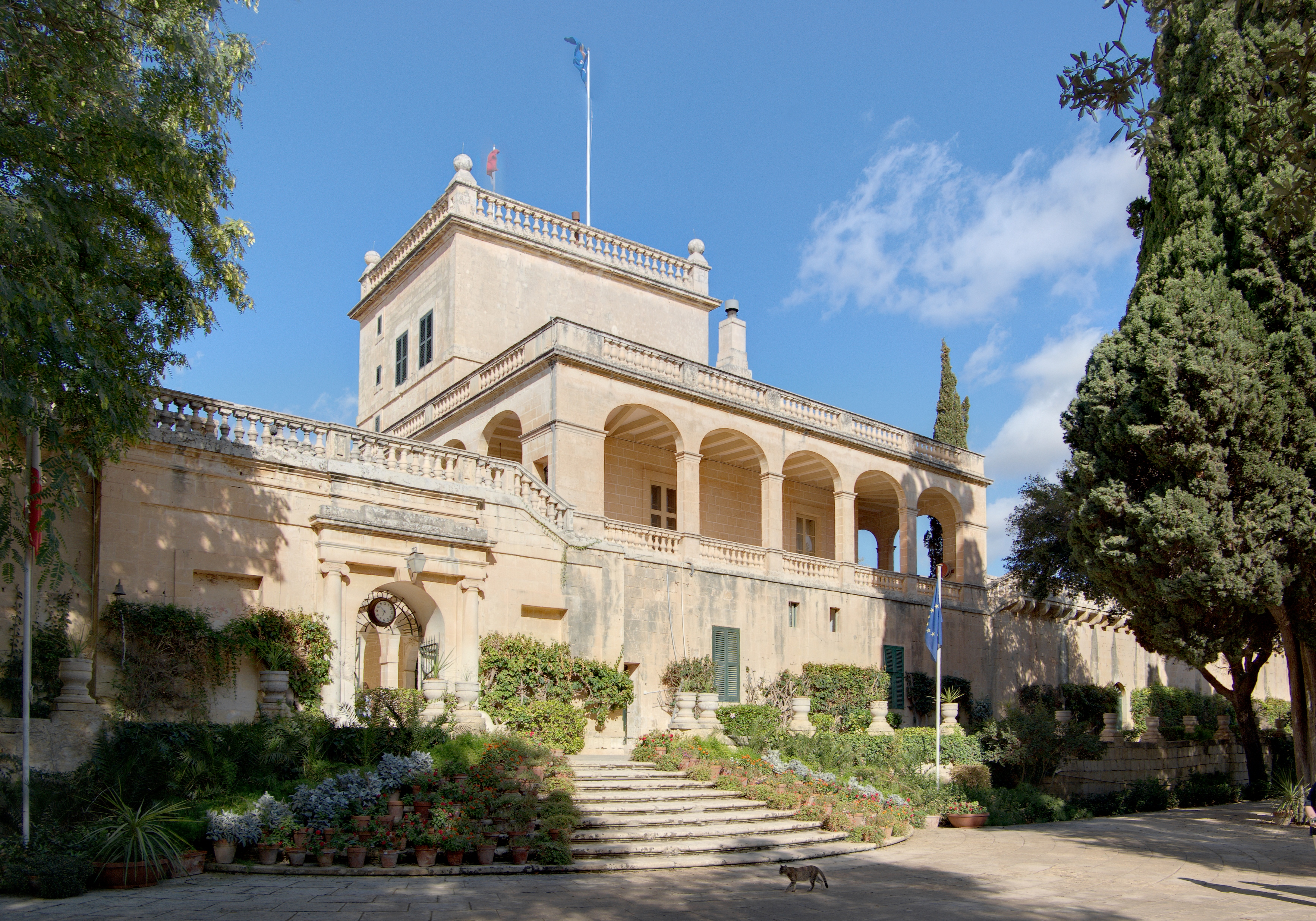
San Anton Palace

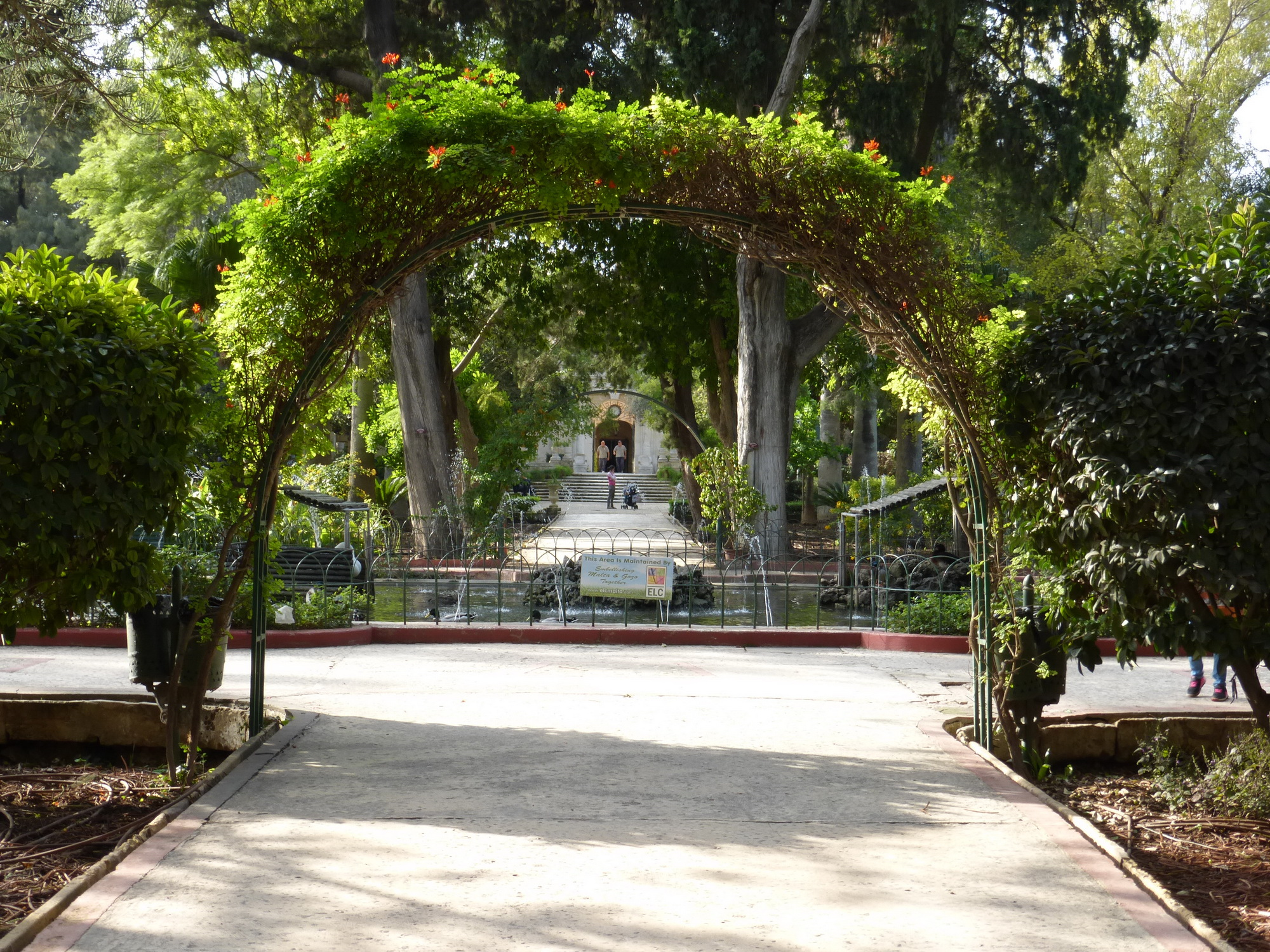
San Anton Gardens, im Hintergrund der Palast

San Anton Palace (maltesisch Palazz ta’ San Anton) ist ein Palast in Attard, Malta. Er ist die Residenz des Präsidenten der Republik Malta. Der Palast ist von privaten und öffentlichen Gärten umgeben.

## Geschichte
Der Palast wurde zwischen 1623 und 1636, zur Zeit der Herrschaft des Johanniterordens, als Sommerresidenz für Großmeister Antoine de Paule erbaut. Von seinen Kritikern wurde de Paule ein ausschweifender Lebensstil vorgeworfen, Papst Urban VIII. lobte jedoch seine Frömmigkeit und Umsicht. Bereits vor seiner Wahl zum Großmeister erwarb er ein großes Grundstück in der Nähe des Dorfes Attard, auf dem er eine Villa errichten ließ. Dieser Ort lag näher an Valletta als Verdala Palace und war daher einfacher zu erreichen.
Die Villa wurde mit großzügigen Proportionen geplant, um Unterkunft für eine Reihe von Gästen und das Hauspersonal zu bieten. Zum Hauspersonal gehörten die Köche, Küchenjungen, Vorkoster, Fackelträger, Perückenmacher, der Aufzieher der Uhren, Ärzte sowie Bäcker, die vor allem Schwarzbrot für die Jagdhunde zu backen hatten. De Paule verzichtete nach seiner Wahl zum Großmeister auf den Bau einer Trireme zugunsten der Erweiterung seiner Villa zu einem Palast, den er nach seinem Schutzpatron, dem hl. Antonius von Padua nannte.
Ein auffälliges Merkmal der Erweiterung ist der Turm, der eine herrliche Aussicht auf die umliegende Landschaft bietet. Die rechteckige Form wurde durch ein Kranzgesims, eine Brüstung mit Geländer und figürliche Wasserspeier an jeder Ecke abgemildert. Die beiden oberen Etagen wurden durch einen Blitzschlag beschädigt und abgerissen. Nachfolgende Großmeister nutzen den Palast weiterhin. Großmeister de Rohan verzichtete am 12. September 1776, am ersten Jahrestag seiner Wahl, auf die üblichen Zeremonie des Handkusses und gab stattdessen eine große Feier, bei der die Gäste unter anderem mit einem Fischerstechen und der Darbietung französischer Komödianten unterhalten wurden.
Im Palast befindet sich eine Privatkapelle, die auf de Paule zurückgeht. Sie ist der Unserer Lieben Frau auf dem Pfeiler geweiht. Die Kapelle ist mit den Wappenschilden der Großmeister Antonio Manoel de Vilhena, Manuel Pinto de Fonseca und Emmanuel de Rohan-Polduc verziert.
Während der turbulenten Tage des maltesischen Aufstand gegen die Franzosen wurde der Palast von Februar 1799 bis zur Kapitulation der französischen Besatzung von Valletta im September 1800 Sitz der Nationalversammlung. Captain Alexander Ball wohnte dort, zunächst als Präsident des Nationalkongresses, später als Zivilkommissar. Während dieser Zeit baute er die Loggien rund um das Zeichenzimmer und einen beeindruckenden Rundweg um den äußeren Hof. Samuel Taylor Coleridge, Sir Alexanders Privatsekretär, war von dem Palast so beeindruckt, dass er schrieb: „Ich lebe, wenn ich auf dem Land bin, und das sind neun von zehn Tagen, im Palast von San Anton. Wenn das Leben in luftigen, wunderschönen Zimmer ein Vergnügen ist, dann habe ich es“.
Während der britischen Herrschaft über Malta war der Palast die offizielle Residenz des Gouverneurs, während der Verdala Palace, in den Buskett Gardens in Rabat gelegen, als Sommerresidenz des Gouverneurs diente.
Die Gärten von San Anton, die seit 1882 der Öffentlichkeit zugänglich sind, wurden im Stil des Barock gestaltet. In den Gärten befindet sich auch eine Orangerie, deren Früchte früher von den Großmeistern als Weihnachtsgeschenk überreicht wurden. In den Gärten finden regelmäßig kulturelle Veranstaltungen wie etwa die Landesgartenschau statt.
Der Palast ist im National Inventory of the Cultural Property of the Maltese Islands unter der Nummer 1152 aufgeführt und steht als Grade-1-Bauwerk unter Denkmalschutz.